# Paul Kossoff
Paul Francis Kossoff (14. září 1950 – 19. března 1976) byl rockový kytarista známý jako člen skupiny Free.

## Začátky
Kossoff byl synem známého britského herce Davida Kossoffa. Začal svou hudební kariéru v polovině 60. let a jeho první profesionální vystoupení bylo s Black Cat Bones, společně s bubeníkem Simonem Kirkem. Black Cat Bones několikrát vystupovali jako předskupina Fleetwood Mac a Peter Green (kytarista Fleetwood Mac) společně s Kossoffem jamoval a trávil hodiny diskusemi o hraní blues a bluesových hudebnících. S Black Cat Bones též hrál příležitostný koncertní pianista Champion Jack Dupree. Jak Kossoff tak Kirke pak hráli na jeho albu When You Feel the Feeling....

## Free

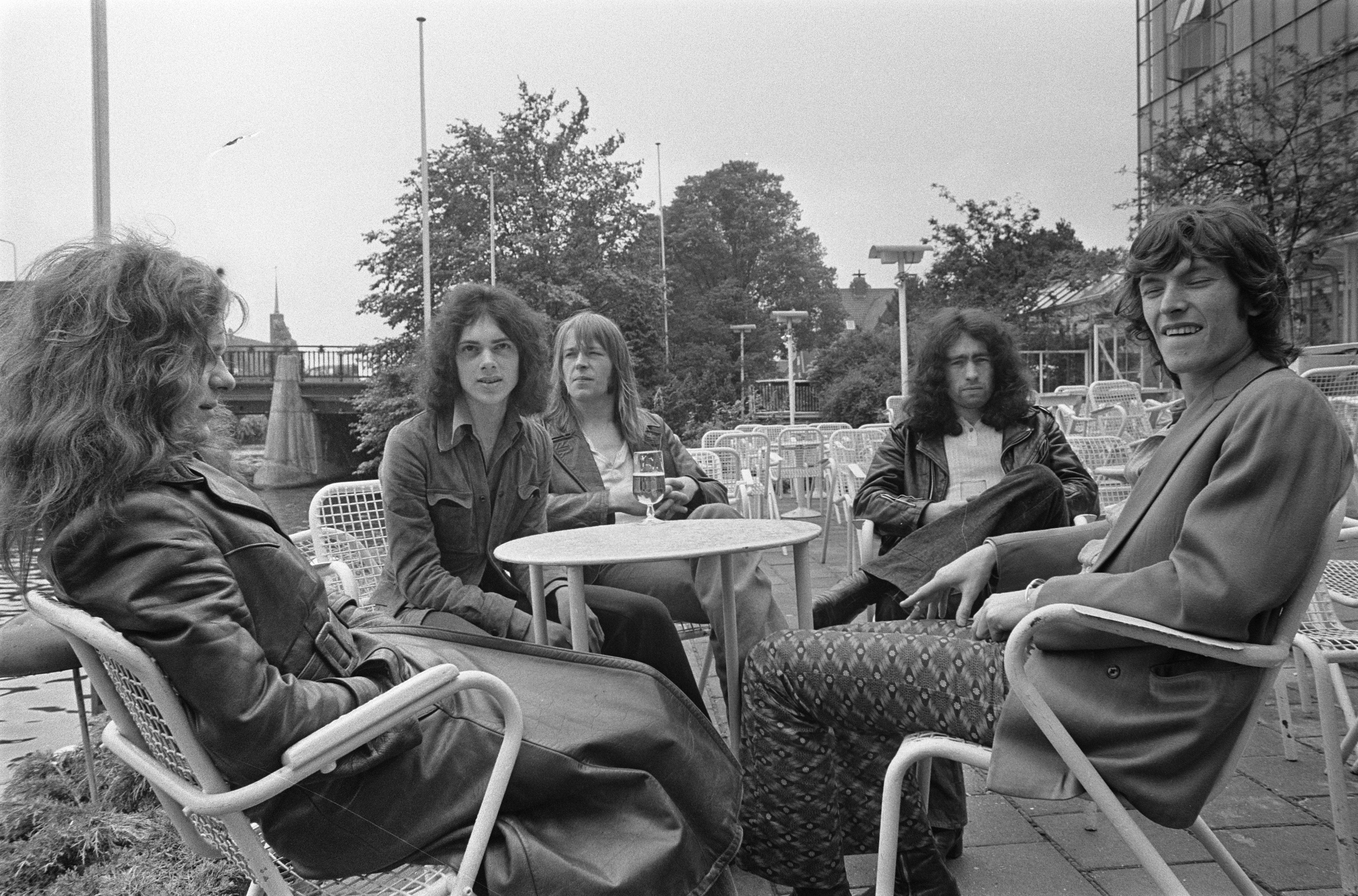
Free (Amsterdam, 1970). Paul Kossoff, Andy Fraser, Simon Kirke, Paul Rodgers & Steve Winwood

V dubnu 1968 se oba dali dohromady s Paulem Rodgersem (zpěv) a Andy Fraserem (baskytara) a založili skupinu Free. Během dvou let absolvovali "tranzitní" turné a nahráli dvě alba: Tons of Sobs (1968) a Free (1969). Obě alba byla ovlivněna blues a soulem, styly které byly v kontrastu k jejich tehdejšímu progressive rockovému založení.
Úspěch přišel v roce 1970, kdy jejich třetí album, Fire and Water (1970), přineslo ohromný hit "All Right Now". Skupina hrála na festivalu Isle of Wight a jejich vystoupení přineslo ovace jak obecenstva tak i kritiků. Následovala vyprodaná turné (Spojené království, Evropa a Japonsko), ale po vydání dalšího alba, Highway (1970), existence skupiny spěla k jejímu konci.
Živé album Free Live, nahrané v roce 1970, bylo vydáno v roce 1971 jako "rozlučkové".
Zatímco Rodgers a Fraser se věnovali svým neúspěšným sólovým projektům, Kossoff a Kirke se spojili s texaským klávesistou John "Rabbit" Bundrickem a japonským baskytaristou Tetsu Yamauchiim a v roce 1971 vydali album Kossoff, Kirke, Tetsu and Rabbit.
Free se reformovali a vydali album Free At Last (1972). Po vydání tohoto alba se Fraser rozhodl skončit a založit skupinu Sharks. Free, Tetsu a Rabbit pak ještě vydali album Heartbreaker (1973) a potom se skupina rozpadla.

## Vybraná diskografie

### Free
- Tons Of Sobs (1968)
- Free (1969)
- Fire And Water (1970)
- Highway (1970)
- Free Live! (1971) (live)
- Kossoff, Kirke, Tetsu and Rabbit (1971)
- Free At Last (1972)
- Heartbreaker (1973)

Alba vydaná po skončení existence skupiny:
- The Free Story (1974)
- The Best of Free (1975)
- Free and Easy, Rough and Ready (1976)
- Completely Free (1982)
- All Right Now: The Best of Free (1991)
- Molten Gold: The Anthology (1994) (2 disc set)
- Free: All Right Now (1999)
- Songs of Yesterday (2000) (5 disc box set)
- Chronicles (2005) (2 disc set)

### Solo
- Back Street Crawler (1973)
- Koss (1977)

### Back Street Crawler
- The Band Plays On (1975)
- Second Street (album) (1976)
- Live at Croydon Fairfield Halls 15/6/75

(After Kossoff's death the band made further albums)